# Deranged
Pour plus de détails, voir Fiche technique et Distribution.
Deranged (Hangeul : 연가시, RR : Yeongashi) est un film catastrophe sud-coréen écrit et réalisé par Park Jung-woo, sorti en 2012.

## Fiche technique
- Titre original : 연가시
- Titre international : Deranged
- Réalisation : Park Jung-woo
- Scénario : Park Jung-woo, Kim Kyoung-hoon et Jo Dong-in
- Direction artistique : Kang Seung-yong
- Photographie : Ki Se-hoon
- Montage : Park Gok-ji
- Musique : Jo Yeong-wook
- Production : Lim Ji-young
- Société de production : Oz One Film
- Société de distribution : CJ Entertainment
- Pays d'origine : Corée du Sud
- Langue originale : coréen
- Format : couleur - 2.35 : 1
- Genre : catastrophe
- Durée : 109 minutes
- Date de sortie :
  -  Corée du Sud : 5 juillet 2012

## Distribution
- Kim Myung-min : Jae-hyuk
- Moon Jung-hee : Gyung-seon
- Kim Dong-wan : Jae-pil, détective et jeune frère de Jae-hyuk
- Lee Ha-nui : Yeon-joo
- Eom Ji-seong : Joon-woo
- Yeom Hyun-seo : Ye-ji
- Kang Shin-il : Dr Hwang
- Jo Deok-hyeon : Tae-won
- Jeon Kuk-hwan : le premier ministre
- Choi Il-hwa : le président de la république
- Jo Han-chul : Jeong-nam

## Distinctions

### Récompenses
- Prix du meilleure actrice en seconde rôle (Moon Jung-hee) à la cérémonie de Blue Dragon Film Awards, 2012
- Prix de l'acteur le plus populaire (Kim Dong-wan) à la cérémonie de PaekSang Arts Awards, 2013

### Nominations
- Prix du meilleure actrice en seconde rôle (Moon Jung-hee) à la cérémonie de Grand Bell Awards, 2012
- Prix du meilleur technique (Seo Sang-hwa) à la cérémonie de Blue Dragon Film Awards, 2012
- Prix du meilleure actrice en seconde rôle (Moon Jung-hee) à la cérémonie de PaekSang Arts Awards, 2013